# 库斯图日
库斯图日（法語：Coustouge，法語發音：[kustuʒ] ⓘ）是法国奥德省的一个市镇，属于纳博讷区。

## 地理
库斯图日（43°2'52"N, 2°44'37"E）面积9.67 平方千米，位于法国奧克西塔尼大區奥德省，该省份为法国南部沿海省份，北起塔恩省，西北接上加龙省，西接阿列日省，南至东比利牛斯省，东临地中海，东北与埃罗省接壤。
与库斯图日接壤的市镇（或旧市镇、城区）包括：丰容库斯、容基耶尔、圣洛朗-德拉卡布勒里斯、泰藏德科比耶尔。

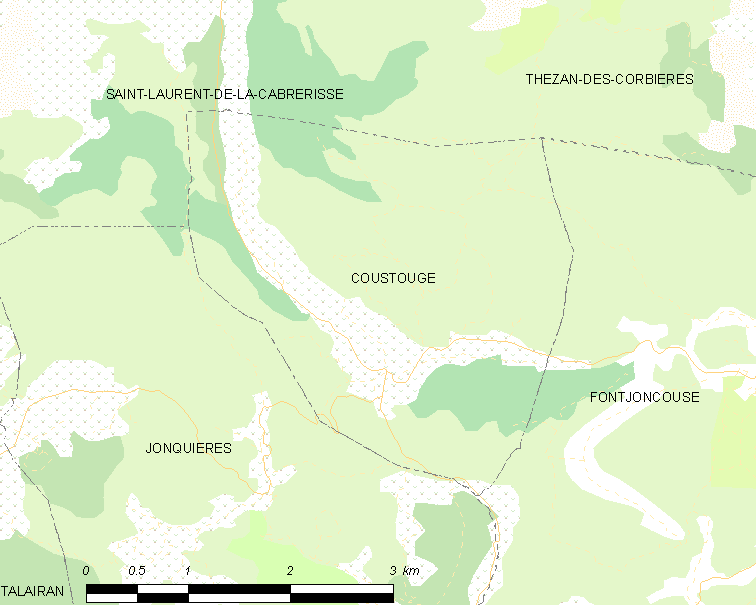
库斯图日的OSM定位图

库斯图日的时区为UTC+01:00、UTC+02:00（夏令时）。

## 行政
库斯图日的邮政编码为11220，INSEE市镇编码为11110。

## 政治
库斯图日所属的省级选区为莱科比耶尔县。

## 人口

1962-2008年间库斯图日人口变化图示

库斯图日于2022年1月1日时的人口数量为116人。